# Cantharellus californicus
Cantharellus californicus es una especie de hongo comestible, nativo de California, Estados Unidos, miembro del género Cantharellus, de la familia Cantharellaceae.

## Características
El sombrero es convexo, irregular, enrollado u ondulado. Su color es amarillento y puede medir hasta 30 centímetros. El pie es de color blanquecino a amarillento, y puede medir hasta 10 centímetros y tener un grosor de 4 centímetros. 
Es un hongo de gran tamaño, se han encontrado ejemplares que han pesado 1 kilogramo. Forma una asociación micorrícica con el roble. Aparecen a finales del otoño y a principios del invierno después de las lluvias.

## Comestibilidad
Es un hongo comestible, de sabor suave y aroma dulzón.